# Cammerspiele Leipzig

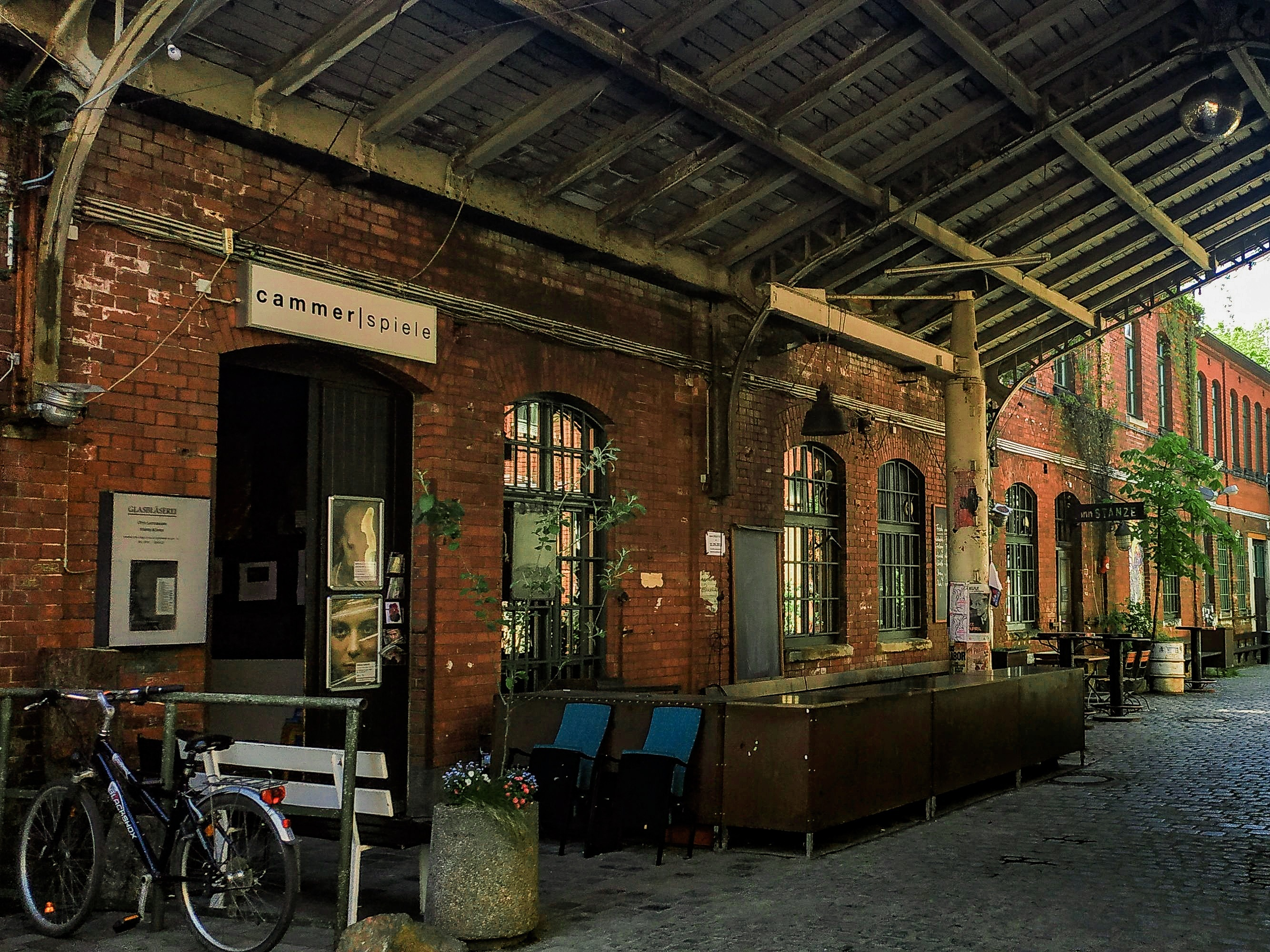
Eingang der Cammerspiele Leipzig, April 2019

Die Cammerspiele Leipzig sind ein Freies Theater, das sich auf dem Gelände der Werk 2-Kulturfabrik im Stadtteil Connewitz in Leipzig befindet. Das Theater wurde im Jahr 2000 gegründet und sieht sich als zentrale Produktionsstätte für junge Theaterschaffende. Ziel der Produktions- und Spielstätte ist die Förderung junger Leipziger Künstler, Theatergruppen, Performance-Kollektive und Regisseure.

## Geschichte
Die Cammerspiele Leipzig wurden im Jahr 2000 unter dem Namen Connewitzer Cammerspiele als unabhängige Spielstätte von Leipziger Studierenden in Räumlichkeiten auf dem Gelände der Werk 2-Kulturfabrik gegründet. Im Frühjahr 2002 wurde der Verein Cammerspiele Leipzig e.V. als Träger des Theaters ins Leben gerufen. Seit der Spielzeit 2008/09 führen die Cammerspiele Leipzig den heutigen Namen.
Seit 2010 ist der Cammerspiele Leipzig e.V. gemeinsam mit anderen Vereinen des Werk 2-Geländes in der Dachmarke Kulturfabrik Leipzig organisiert. 2011 zogen die Cammerspiele Leipzig innerhalb des Werk 2-Geländes in andere, neu renovierte und professionell ausgestattete Räumlichkeiten um.
Nachdem öffentlich geförderte Stellen wegfielen und eine angemessene Förderung der Stadt ausblieb, setzten die Cammerspiele Leipzig im September 2012 ihren Spielbetrieb bis Ende des Jahres aus. Laut eigener Aussage war eine Weiterführung des Spielbetriebs durch die entstandenen personellen Engpässe nicht möglich. In Reaktion auf diesen Zustand erregte der Verein mit der Antikampagne „Theater ist Scheiße - die Cammerspiele müssen weg.... Nicht“ öffentliche Aufmerksamkeit. In der Folge konnten zukünftige Produktionen der Cammerspiele Leipzig durch eine Förderung der Stadt Leipzig finanziell abgesichert werden.
Seit 2015 werden die Cammerspiele auch als Institution von der Stadt Leipzig gefördert. Damit kann das in Leipzig und Sachsen einzigartige Konzept der Bereitstellung von (Möglichkeits-)Räumen, professionellen Strukturen und Fachkompetenzen zur Förderung junger Theaterschaffenden dauerhaft umgesetzt werden.

## Programm der Cammerspiele
Als Produktionsstätte für junge Theaterschaffende aus Leipzig realisieren die Cammerspiele Leipzig pro Jahr etwa 150 Veranstaltungen und neun bis zehn Neuproduktionen, die jährlich ausgeschrieben werden. Die Projektauswahl erfolgt nach bestimmten Schwerpunkten, wie z. B. neue, bisher unerprobte Ästhetiken sowie Bezug zu aktuellen und gegenwärtigen Themen. Dabei reicht das Spektrum von zeitgenössischen Inszenierungen moderner und klassischer Werke über Stückentwicklungen bis hin zu Performances und experimentellen Formaten. Monatlich werden durchschnittlich 15 Veranstaltungen vom künstlerischen Leitungsteam kuratiert. Jede Spielzeit steht unter einem bestimmten Motto.
In ihrem Profil legen die Cammerspiele besonderen Wert auf die Förderung des künstlerischen Nachwuchses. Neben neuen Produktionen von Regisseuren und Künstlern, die bereits in den Cammerspielen produziert haben und dem von erfahreneren Regisseuren inszenierten Sommertheater, richtet sich vor allem die Reihe new|cammer an Nachwuchsregisseure, die ihre ersten Regieerfahrungen machen. Spieler, Regisseure, Autoren, Theatergruppen und -kollektive werden von den Cammerspielen Leipzig in den Prozessen vor und nach der Premiere einer Produktion unterstützt.
Neben den Eigenproduktionen der Cammerspiele Leipzig laufen am Haus regelmäßige Formate wie monatliche Improshows und Gastspiele aus dem deutschsprachigen Raum, die Experimentalreihe LabBOX sowie die Reihe CammerConcerts, bei der Musiker und Bands monatlich in den Cammerspielen auf der Bühne stehen.
Die Cammerspiele Leipzig sind Veranstaltungsort für das Lesefest Leipzig Liest der Leipziger Buchmesse. Von Beginn an nehmen jährlich Inszenierungen der Cammerspiele am Internationalen Studententheaterfestival Drehbühne Brno teil.

## Engagement und Kooperationen
Die Cammerspiele Leipzig engagieren sich in kulturpolitischen und spartenbezogenen Netzwerken der Freien Szene Leipzigs (z. B. Leipzig+Kultur). Sie arbeiten regelmäßig mit anderen Veranstaltungsorten der Freien Szene wie dem WERK 2 oder der naTo im Rahmen von Aufführungen zusammen. Das Sommertheater der Cammerspiele findet jährlich im Innenhof der Galerie KUB statt.
Die Cammerspiele Leipzig sind Mitglied im Landesverband Amateurtheater Sachsen e.V. (LATS) mit seiner Geschäftsstelle dem Landesbüro Darstellende Künste Sachsen (LDKS), im Bund Deutscher Amateurtheater e.V. (BDAT) und im Werk 2 e.V. Die Cammerspiele kooperieren außerdem mit dem Centre of Competence for Theatre (CCT) der Universität Leipzig. 2010 richteten die Cammerspiele Leipzig die 12. Sächsischen Amateurtheatertage (SATT) aus. 2018 waren die Cammerspiele Mitausrichter des 5. Deutschen Amateurtheaterpreises amarena.

## Auszeichnungen
2006 erhielt Regisseur Christian Hanisch für die Produktion Dreck den Leipziger Bewegungskunstpreis für die beste Inszenierung der freien darstellenden Szene. In den folgenden Jahren 2009, 2012, 2016, 2017 und 2018 wurden mehrfach Produktionen der Cammerspiele für den Bewegungskunstpreis nominiert.
2010 erhielt die Produktion Darjeeling Express (Regie: Christian Hanisch) den Sächsischen Amateurtheaterpreis.
Im Rahmen des internationalen Theaterfestivals ARENA der jungen Künste 2014 in Erlangen wurde der Publikumspreis an Regisseurin Romy Kuhn für die Koproduktion Im Absprung von Romy Kuhn und den Cammerspielen Leipzig verliehen.
2016 erhielten Christian Hanisch und Ricardo Endt den Leipziger Bewegungskunstpreis für die beste Inszenierung der freien darstellenden Szene Leipzigs – für die Koproduktion DARK STAR – fight the bomb, fight the crisis von DAS ÜZ, pipidasdas, dem Werk 2 und den Cammerspielen Leipzig. Im gleichen Jahr wurde der Deutsche Amateurtheaterpreis „amarena 2016“ des Bundes Deutscher Amateurtheater e.V. (BDAT) in der Sparte Schauspiel an Rico Dietzmeyer für die Inszenierung Die (Selbst)Natürlichen verliehen.
2017 erhielt die Produktion reisegruppe heim-weh! den ersten Preis des Bundesverbands Theaterpädagogik e.V. für Theaterprojekte mit Asylsuchenden (Künstlerische Leitung: Studio Urbanistan).
Den Sonderpreis der Jury erhielt im gleichen Jahr die Produktion Don Q (Regie: Rico Dietzmeyer) beim internationalen Theaterfestival Ljubitelivõ 2017 in Sillamäe (Estland).